# Revocation
Pour l’article ayant un titre homophone, voir Révocation.
Revocation est un groupe de thrash et death metal technique américain, originaire de Boston, dans l’État du Massachusetts. Le groupe est formé en 2000 sous le nom de Cryptic Warning, nom sous lequel ils ne sortiront qu'un seul album, Sanity's Aberration, en 2005. L'année suivante, la formation se renomme Revocation. Le groupe joue un thrash metal très technique auquel s'ajoutent de multiples influences issues de tous les genres de metal (death metal, deathcore, hard rock, black metal), ce qui leur a valu une renommée internationale.
Le groupe est composé actuellement de David Davidson (guitare et vocaux), Dan Gargiulo (guitare et chœurs) Brett Bamberger (basse et chœurs), ainsi que de Ash Pearson (batterie) qui a rejoint le groupe en 2015. Les précédents membres du groupe incluent Anthony Buda à la basse et aux chœurs et Phil Dubois-Coyne à la batterie. Revocation, signé au label Metal Blade Records, fait paraître une démo, deux EPs et sept albums studio, le plus récent étant The Outer Ones  (2018).

## Biographie

### Cryptic Warning (2000–2006)
En 2000, David Davidson (guitare et vocaux), Anthony Buda (basse et chœurs), et Phil Dubois-Coyne (batterie), des amis d'enfance influencés par les Guns N' Roses et Metallica, forment Cryptic Warning. Le trio basé à Boston commence rapidement à tourner en Nouvelle-Angleterre, et enregistre une première démo à la fin de l'année 2002, sobrement intitulée First Demo. Une deuxième démo, Internally Reviled, est enregistrée en 2004.
Ce n'est qu'en 2005 que Cryptic Warning publie son premier et unique album, Sanity's Aberration. La qualité de production de l'album ne satisfait pas le groupe, David Davidson en dira « On n'avait pas enregistré l'album avec un gars qui bosse sur du metal, du coup l'album ne sonnait pas comme on le voulait. La référence la plus extrême de notre producteur était l'album éponyme de The Cult. Bon nombre de gens adorent cet album - notamment nos fans les plus old-school - mais pour nous, cette production ne collait pas. On trouvait que c'était une des erreurs que nous avions commises. » Le groupe décide de changer de nom en 2006. David Davidson commente « En y réfléchissant, nous avions commis beaucoup d'erreurs avec Cryptic Warning. On était jeunes et on savait pas vraiment ce qu'on faisait, changer de nom et opter pour Revocation voulait dire qu'on faisait une croix sur ces erreurs et qu'on recommençait à zéro[réf. nécessaire] ».

### Relapse Records (2006–2014)
Le trio fait l'ouverture des tournées de l'année de Dimmu Borgir, Suicide Silence et 3 Inches of Blood avant d'entrer aux Damage Studios début 2008 avec l'ingénieur Peter Rutcho pour enregistrer leur premier album, Empire of the Obscene. Dave Davidson déclare à ce propos « Empire of the Obscene n'était rien de moins qu'un début époustouflant ; fusionnant de façon moderne une musique de haute énergie avec des éléments de thrash death metal technique ». Le groupe auto-produit l'album, et visite une grande partie de l'est des États-Unis pour le promouvoir.
À peine Empire of the Obscene sorti, voilà que le label Relapse Records les contacte, et les signe au début de l'année 2009. Au printemps, le groupe rentre de nouveau aux Damage Studios avec Peter Rutcho pour enregistrer leur second album, Existence is Futile, qui est leur premier album chez Relapse. L'album sort le 29 septembre 2009 et recueille des critiques positives. « Existence is Futile mixe musicalité de classe mondiale avec un flair prononcé pour la technique ; les chansons sont complexes, changent soudainement, et s'arrête par les solos vertigineux de Davidson, diplômé du Berklee College of Music »[réf. nécessaire]. Quelques mois après, Spin déclare que Revocation est l'un des « 10 groupes à surveiller en 2010 », tandis que le magazine de metal Decibel déclare[réf. nécessaire] : « Revocation est le meilleur groupe dont vous n'avez jamais entendu parler! ». Au même moment, David Davidson rejoint la marque de guitares Jackson comme artiste sponsorisé.
En 2010, le groupe accueille le guitariste de tournée Dan Gargiulo. Le groupe, fraîchement élargi, enchaîne les tournées internationales difficiles. Revocation joue au Japon avec Behemoth,, en Europe avec Dying Fetus et aux États-Unis et au Canada aux côtés de The Black Dahlia Murder, Whitechapel, Misery Index et Veil of Maya. En tout, le groupe joue plus de 150 concerts sur 13 pays différents. Le quatuor entre aux Damage Studios à l'automne 2010, toujours avec Rutcho, pour enregistrer leur troisième opus, Chaos of Forms, qui sort en août 2011 et est favorablement accueilli par la critique. Le groupe enchaîne en 2013 avec un quatrième album, Revocation, lui aussi positivement accueilli par la critique.

### Metal Blade Records (depuis 2014)
Au début de l'année 2014, Revocation annonce leur signature au label Metal Blade. Ils ajoutent aussi que l'enregistrement de leur cinquième album a débuté. Le 1er juillet 2014, ils annoncent que leur album s'intitulera Deathless et sortira en automne. Le même jour, il est annoncé qu'ils vont embarquer aux côtés de Crowbar, Havok, Fit for an Autopsy et Armed for Apocalypse pour une tournée aux États-Unis. Après cela, ils partiront pour l'Europe avec Cannibal Corpse et Aeon.
En juin 2015, le batteur Phil Dubois-Coyne annonce qu'il quitte le groupe. Son remplaçant n'est autre que Ash Pearson, du groupe défunt 3 Inches of Blood. En septembre de cette même année, le groupe annonce qu'Empire of the Obscene va être remixé et remastérisé et que la nouvelle version sortira le 13 novembre 2015, avec en bonus les morceaux de leur EP-démo Summon the Spawn. Au mois de mai 2016, le groupe annonce la sortie de son sixième album studio, Great Is Our Sin, pour le mois de juillet de la même année. Comme pour son prédécesseur Deathless, l'album est produit sous la houlette de Zeuss,.

## Récompenses
- 2016 : l'album Great Is Our Sin est classé 6e meilleur album de l'année par les lecteurs du site Metalorgie.com[9]

## Membres

### Membres actuels
- David Davidson - chant, guitare (depuis 2000)
- Dan Gargiulo - guitare, chœurs (depuis 2010)
- Brett Bamberger - basse, chœurs (depuis 2012)
- Ash Pearson - batterie (depuis 2015)

### Anciens membres
- Anthony Buda - basse, chœurs (2000-2012)
- Phil Dubois-Coyne - batterie (2000-2015)
- Jon « The Charn » Rice - batterie (live) (2014)
- Alex Rüdinger - batterie (live) (2015)

## Discographie

### Autres parutions
- 2011 - Pull the Plug (single)
- 2012 - Label Showcase - Relapse Records (album split)
- 2013 - The Hive (single)